# Peltoperlopsis malickyi
Peltoperlopsis malickyi is een steenvlieg uit de familie Peltoperlidae. De wetenschappelijke naam van de soort is voor het eerst geldig gepubliceerd in 1999 door Stark & Sivec.